# 鱗片真寄居蟹
鱗片真寄居蟹（学名：[Dardanus arrosor] 错误：{{Lang}}：文本有斜体标记（帮助））为活額寄居蟹科真寄居蟹屬下的一个种。

## 描述
鱗片真寄居蟹的甲壳可以长达6至8厘米。它的颜色为鲜红色到淡橙色不同。眼柄粗壮，不很长，在端部扩张，柄上红白色相间。眼睛是蓝色的。钳子上有毛状的刺和疣状结节。左钳比右钳发达，两只钳子的尖部不是黑色的就是黄色的。腹部不对称，秃裸，藏在一个贝壳内。

## 生物学
鱗片真寄居蟹在7月和8月间繁殖。它们生活在其它贝壳的空壳中，往往还使用海葵来装饰。幼虫一开始的时候是对称的，但是随其成长腹部不对称，并且不断更换它们寄居的贝壳。
鱗片真寄居蟹与海葵的关系是真正的共生关系，海葵通过寄居蟹获得食物残渣，而寄居蟹则依靠海葵触手中的毒刺躲避捕食者。
鱗片真寄居蟹是杂食食腐動物。它食用腐物、小虾蟹和小鱼。

## 分布
鱗片真寄居蟹分布很广，从大西洋海岸通过地中海、红海到印度洋-太平洋海域西侧（日本、新西兰和菲律宾）都有。

## 生活环境
鱗片真寄居蟹生活在大陆架和大陆坡上。它一般生活在沙地、海岸乱石和深海泥地上，居住的水深从数米到750米。